# フィルムぐるぐる
『フィルムぐるぐる』は、三鷹の森ジブリ美術館にて2001年より公開されている短編アニメーション。カラー作品。

## 概要
以下の8つの映像からなる。
- 「華麗なる舞踏会」（2001年10月1日公開）
- 「ランプータンの冒険」（2001年10月1日公開）
- 「魚の魚」（2001年10月1日公開）
- 「タコレーター」（2002年11月27日公開）
- 「ぴよぴよバーバ」（2002年11月27日公開）
- 「ぼうぼう君」（2002年11月27日公開）
- 「マダラン界」（2007年4月18日公開）
- 「進化論」（2008年11月17日公開）

田中敦子の原画による、滑らかなフルアニメーションがエンドレスに流れる。

## スタッフ
- 監督・絵コンテ：宮崎駿
- 絵コンテ・演出：米林宏昌（「進化論」）
- 原画：田中敦子
- 動画：土岐弥生
- 色指定：保田道世
- サウンド・プロデューサー：ミト（クラムボン）
- 製作：スタジオジブリ

## 備考
- ジブリ美術館地下一階の常設展示室「動きはじめの部屋」のエンドレス映写機でループ上映されている。
- 当初は、「華麗なる舞踏会」「ランプータンの冒険」「魚の魚」の3つの映像のみだった。
- 初めは無音の作品だったが、2005年3月より音楽が付けられた。